# 布羅迪戰役
布羅迪戰役（俄語：Битва за Дубно — Луцк — Броды，或稱杜布納戰役、杜布諾戰役、羅夫內戰役、羅夫內-布羅迪戰役，1941年6月23日～1941年6月30日）是一场在1941年6月23日到6月30日於杜布諾、盧茨克及布羅迪3座城市所構成的三角地帶中爆发的裝甲部隊戰鬥，參戰双方分別是德意志國防軍第1裝甲集團軍旗下的第3軍團與第48摩托化兵團及蘇聯紅軍的第5與第6集團軍。在蘇聯軍事史中，這場戰役屬於「邊境防禦作戰」的一部分。雖然蘇軍造成了德軍重大損失，依然輸掉了這場戰役，並損失大量的坦克。即便蘇聯擁有數量及装备技术上的優勢，蘇軍糟糕的後勤補給還有指揮系統的不完備，以及德軍掌握制空權等因素都確保了德軍在該場戰役中的勝利。這是巴巴羅薩作戰行動的初期階段最為激烈的一場裝甲戰鬥，也是第二次世界大戰中規模最大的坦克戰役之一。

## 戰役前奏
由埃瓦爾德·馮·克萊斯特大将指揮的德軍第1裝甲集群被命令要鞏固西布格河上的橋樑通道，並推進至羅夫諾與科羅斯堅，最終的戰略目標是基輔。第1裝甲集團軍部署了兩個兵團從利維夫與羅夫諾之間推進，目標是要切斷利維夫到基輔的鐵路線，卻也因此形成了一個位在蘇軍第5及第6集團軍連接處的楔形部分。
由米哈伊爾·彼得羅維奇·基爾波諾斯將軍指揮的西南方面軍，对德軍可能的進攻方向及規模方面的情报不足。他們很訝異紅軍最高指揮部以第3號指令的名義下達了一次反擊行動，並由朱可夫元帥全權主導。多數方面軍總部的參謀官員都認為在戰局明朗化之前，維持防守態勢應該是最好的戰術。後來，方面軍總部的一名參謀官伊萬·霍夫漢內斯·巴格拉米揚曾說：「我們第一份給莫斯科的戰鬥報告敘述太過含糊，而且缺乏明確指導。」第3號指令的命令概要內容如下：
在防守我國與匈牙利的邊界之際，第5與第6集團軍也要對盧布林的方向展開集中攻勢。西南方面軍至少要部署5個摩托化军及1個航空中隊，來包圍並殲滅沿著弗拉基米爾－弗林斯基－克里斯托納波前線前進的敵軍部隊，並要在24日結束前拿下盧布林市的週遭區域。 
6月22日晚間，朱可夫啟程前往位於捷爾諾波爾的西南方面軍總部，隨行的還有烏克蘭共產黨中央委員會組織策畫部的前主委赫魯雪夫，他的任務是確保命令確實執行。

## 雙方的兵力分佈
擁有超過2,500輛戰車的蘇聯第6摩托化兵團在反擊行動中擔任的主要角色是集中火力突破德軍第1裝甲集團軍的側翼。如此佈置的意圖是希望稍後能與在北方的蘇聯第5集團軍及在南方的第6集團軍一同發動鉗形攻勢，並在杜布諾東部會師以包圍位在南方集團軍北部側翼的德軍第6與第17集團軍。為了達成這個目標，蘇聯第8摩托化兵團被從第26集團軍中抽調出來，劃由伊萬·木齊申科將軍指揮的第6集團軍管轄，並被部署在集團軍的南方側翼。這基本上是將西南方面軍的所有機械化部隊調來與克萊斯特中將用來進攻基輔的德軍主力決一死戰。德軍在這個區域的步兵部隊主要是由第17集團軍（由卡爾-海因利希·馮·史圖爾普納格將軍指揮）旗下的第4裝甲軍團（維克特·馮·史維爾德將軍指揮）組成，他們的目標是向西南推進並切斷利維夫-基輔段的鐵路。

### 德軍的裝甲部隊
巴巴羅薩作戰行動開始時，德軍的裝甲部隊是由捷克及德國的坦克組成的，還有相當比例繳獲的法國及英國戰車，同時法西斯傀儡政府維琪法國也提供了一定數量的戰車。除此之外，德軍中大約有50%的坦克都是已經過時的一號戰車及二號戰車。在總數約4,000輛可用的坦克中，只有1,400輛是新型的三號戰車及四號戰車。在入侵蘇聯的頭幾個小時裡，許多德軍指揮官都十分訝異地發現在德軍中服役的反坦克武器對蘇聯的部分戰車完全無效。
在巴巴羅薩行動前的演習中，海因茨·古德里安便表示了獨立作戰的坦克在面對步兵單位時是相當脆弱的。要摧毀這些坦克，步兵單位只需要移動到坦克裝甲較為脆弱的兩側及後方即可，因為從這些位置，步兵可以選擇摧毀履帶上的鍊齒輪來癱瘓戰車，也可以爬上坦克將手榴彈由艙門投入車內（當時所有的坦克艙門都不會上鎖，以便在火災發生時能迅速逃生）。這時摧毀坦克就成為樂趣了。除此之外，古德里安也指出坦克缺乏大口徑主炮来完成摧毀敵軍加固水泥碉堡和強化防禦陣地的任務，這些任務通常是由重型火砲或空中轟炸來完成的。雖然把坦克平均發配至各個步兵單位可以有效解決坦克的弱點問題，但這也大大限制了坦克其他能力的發揮。因此，德國的軍事理論認為為了讓坦克發揮完全的潛能，裝甲部隊應該要將戰車集中編制使用，輔以其他支援部隊，例如自走炮、摩托化步兵以及低空火力支援。
最後，古德里安認為要達到坦克的最大效用，所有裝甲車都應該要安裝無線電來讓坦克車長獲得主力部隊指揮官的即時命令，並使各輛坦克之間得以相互協調合作以發揮最大功用。

### 蘇聯的裝甲部隊
1941年6月初，蘇軍宣稱擁有超過19,000輛戰車，然而多數的戰車都是如T-26或BT-7之類的輕戰車。T-26坦克的正面裝甲只有15毫米、BT-7也只有22毫米，根本不足以抵擋任何距離的反坦克武器攻擊。除此之外，蘇聯製炮彈的粗劣品質在被擊中時雖然不致殉爆，但大部分炮彈被打碎是常有的事。較為先進的坦克，如KV-1重型戰車與T-34中戰車，才剛出廠便立即被投入列寧格勒圍城戰、第一次哈爾科夫戰役，與斯大林格勒战役等戰事，而且數量還遠遠不足以反擊德軍的推進。一部由俄羅斯國營電視台製作的紀錄片《蘇聯風暴》指出，對蘇聯的輕型戰車而言，這是一場又短又血腥的戰爭（意指蘇聯輕型戰車的折損率相當高）。
在戰間期時，具有遠見的蘇聯軍事理論學家，如米哈伊爾·尼古拉耶維奇·圖哈切夫斯基，對坦克在現代戰爭中所扮演的角色，看法與海因茨·古德里安十分類似。然而守舊的舊騎兵部隊軍官謝苗·米哈伊洛維奇·布瓊尼與約瑟夫·史達林交好，而圖哈切夫斯基後來於大清洗中被處決。布瓊尼相信，在戰爭中坦克永遠無法代替馬匹，而且功能只限於協助步兵單位突破加固的防禦工事。因此，在1930年代，蘇軍戰車被廣泛地分發到各個步兵單位中。然而1940年法國戰敗帶給蘇軍很大的衝擊，大清洗中倖存的裝甲戰略理論家如康斯坦丁·康斯坦丁諾維奇·羅科索夫斯基便開始迅速並秘密的組建以戰車為主的裝甲部隊。但是，到了1941年德軍發動巴巴羅薩作戰時，裝甲部隊的組建進度連一半都還不到。因此蘇軍所擁有的19,000輛戰車中，大部分在德軍入侵前夕依然散佈在各個步兵單位中。這導致了即使蘇軍擁有一套完整的指揮體系，他們的戰車依然是戰場上的肥肉，極易遭到獵殺。

### 德軍的後勤補給
一個滿編的德軍裝甲師擁有150輛至200輛戰車。然而，坦克及乘組員需要定期補充食物、油料及彈藥，還有最重要的維修零件。為了滿足這些後勤需求，每個裝甲師配有2,000輛卡車。除此之外，每個裝甲師還編有炮兵組及支援步兵，顯示了德軍的裝甲部隊的主要任務是前導及突破，並由步兵提供支援。此外，德軍的教戰守策還強調不同職務的士兵需要接受他人職務的訓練。例如：裝甲兵需要接受炮兵訓練，而步兵需要接受裝甲兵訓練等等。最重要的是，裝甲兵還需要接受機械技師訓練，使他們擁有在戰場維修故障裝備的能力。

### 蘇聯的後勤補給
由於史達林的堅持，蘇聯沒有進行任何防禦準備。這表示彈藥及補給儲存場都不是隱蔽的（敵軍可以輕易到達）。使問題更加嚴重的是，史達林嚴禁蘇軍對任何敵軍的偵察巡邏隊開火，導致德軍可以輕易的辨認所有在邊境區域的指揮所、機場及補給場。毫無準備的結果就是這些戰略據點在德蘇戰爭開打時，不是被摧毀，就是被炸的殘破不堪。
此外，蘇聯裝甲兵並未接受機械設備維修的相關訓練。這使得一些簡單的機械問題便迫使蘇軍放棄他們的戰車，只得任意棄置在路邊。而那些成功到達戰場並對敵軍發動突擊的部隊，更發現了負責補給的部隊不是被殲滅，就是已經移動到其他位置而無法提供補給。因此，許多裝甲部隊在接獲攻擊命令後，卻因為缺乏油料及彈藥，只得由裝甲兵自行引爆摧毀這些戰車並撤退。數以百計的戰車在到達戰場前就因為這種狀況而被摧毀。
蘇軍的補給卡車不足更使情況惡化，一個滿編的蘇聯裝甲師擁有300到400輛戰車，卻只有1,500輛卡車提供補給，這與德軍一個裝甲師最多200輛戰車，卻擁有2,000輛卡車提供補給形成強烈對比。而隨著戰事推移，經驗會證明德軍的編制是正確的。

## 雙方裝甲部隊的兵力比較
下面兩張表顯示的是截至1941年6月22日（巴巴羅薩作戰開始當日）為止，德國南方集團軍與蘇聯西南方面軍的裝甲兵力比較（包含但不限於參與布羅迪戰役的蘇聯裝甲部隊）。
| 德軍裝甲軍               | 德軍裝甲師               | 德軍戰車總數 | 裝有37毫米炮的 德軍戰車 (包含LT-38戰車 及三號戰車) | 裝有50毫米 或更大口徑主炮的 德軍戰車 (包含三號戰車 及四號戰車) |
| ------------------------ | ------------------------ | ------------ | -------------------------------------------------- | -------------------------------------------------------------- |
| 第3裝甲軍                | 第13裝甲師 第14裝甲師    | 296          | 42                                                 | 140                                                            |
| 第48裝甲軍               | 第11裝甲師 第16裝甲師    | 289          | 47                                                 | 135                                                            |
| 第14裝甲軍               | 第9裝甲師                | 143          | 11                                                 | 80                                                             |
| 其他隸屬南方集團軍的單位 | 其他隸屬南方集團軍的單位 | 0            | 0                                                  | 0                                                              |
| 總計                     | -                        | 728          | 100                                                | 355                                                            |

| 蘇聯兵團             | 蘇聯戰車師          | 蘇聯戰車總計 | T-34戰車與KV-1重戰車 |
| -------------------- | ------------------- | ------------ | -------------------- |
| 第4摩托化兵團        | 僅第8戰車師參與     | 300          | 100                  |
| 第8摩托化兵團        | 第12、34、7戰車師   | 899          | 171                  |
| 第9摩托化兵團        | 第20、35、131戰車師 | 316          | 0                    |
| 第15摩托化兵團       | 第10、37、212戰車師 | 749          | 136                  |
| 第19摩托化兵團       | 第40、43、213戰車師 | 453          | 5                    |
| 第22摩托化兵團       | 第13、41、215戰車師 | 712          | 31                   |
| 散布於其他單位的戰車 | 普通步槍師等等      | 不列入計算   | –                    |
| 總計                 | -                   | 3429         | 443                  |

## 空中的戰鬥
為西南方面軍提供空中支援的蘇聯空軍分隊與戰線其他地方的空軍都遭受了相當嚴重的損失，多數的飛機都被摧毀。這是史達林忽視德軍進逼的情報而拒絕讓蘇聯軍隊進入備戰狀態的結果。舉例來說，第17戰鬥中隊在未起飛前就遭受攻擊，並在德蘇戰爭開始後的第3天幾乎被完全殲滅。該中隊的倖存部隊，包括10架I-153戰鬥機與1架米格-1戰鬥機，接著撤退至位於羅夫諾的後備機場。不過，蘇聯依然將倖存戰機送去支援攻擊行動。
空戰對進攻的蘇聯空軍造成嚴重損失。隸屬第4航空隊（Fliegerkorps IV）的第3「烏德特」戰鬥聯隊（Jagdgeschwader 3 "Udet", JG 3）在戰鬥第1天便擊落了24架SB轟炸機。這些SB轟炸機的指揮官索羅京中校亦於該次戰鬥中陣亡，而該單位所屬的251架SB轟炸機中後來只有20架倖存。德國空軍的損失也相當慘重，有28架戰機被擊落、23架嚴重受損（包括8架He 111轟炸機及Ju 88轟炸機）。蘇聯空軍的努力並非完全沒有效果，西南方面軍的空中支援於6月22日到24日之間出動了523架次，投下了2,500枚炸彈。一名德軍第15裝甲團（隸屬第11裝甲師）的戰車車長古斯塔夫·謝洛德克記錄了當時的狀況：「6月24日拂曉，軍團第1次遭遇俄國轟炸機的攻擊。結果，軍團現在有些傷亡了」。德國空軍稍後完全掌握制空權也是阻斷蘇聯空軍反擊的重要因素。

## 動員
蘇聯的攻擊部隊包含了6個由北方的第5集團軍與南方的第6集團軍管轄的摩托化兵團，總指揮官是西南方面軍指揮官基爾波諾斯。在第5集團軍的指揮下，康斯坦丁·羅科索夫斯基將軍的第9摩托化兵團及尼古拉·費科連科中將的第19摩托化兵團被部署在羅夫諾的西北方，而第22摩托化兵團則要在盧茨克的東北方集結。在南方，在第6集團軍的指揮下，迪米崔·里雅畢謝夫中將的第8摩托化兵團及伊格內提·卡爾佩佐少將的第15摩托化兵團被分別部署在布羅迪的西北及東北方，而安德烈·安德烈耶維奇·弗拉索夫指揮的第4摩托化兵團則被部署在索卡與拉傑霍夫之間，就位在第15摩托化兵團的左翼。進攻計畫要求這些部隊集結並在6月23日晚間10:00展開攻擊，也就是德蘇戰爭後的36個小時，企圖突擊德軍，並在他們能組織有效反擊且從後方得到行進迅速的第11裝甲師的支援前將之擊潰。
然而情況對蘇軍指揮官們相當不利：他們損失通訊系統，不時遭到德國空軍騷擾，缺乏運輸工具，而且大批向後移動的難民及傷員阻塞了道路，使得反擊部隊要到達預定集結地點困難重重。雖然前線指揮所與指揮官的個別通訊尚稱完善，但與前線部隊的通訊卻相當糟糕，這是因為這些通訊相當依賴民用電話線及電報網路，而德軍工兵、空中攻擊及烏克蘭民族主義游擊隊都十分積極地攻擊這些網路。許多蘇聯前線指揮官空有通訊設備，卻無法下達指令，嚴重影響對整體戰局的指揮及掌握。在一個例子中，第41戰車師（隸屬第22摩托化兵團）師長因為沒有接到任何新的作戰指令，於是將整個師移動到在戰前計畫中指定的兵團集結點科韋利，而這麼做等於將整個師移出了戰場。另一個問題是摩托化兵團的步兵部隊缺乏交通工具。雖然名義上叫做「摩托化」，這些兵團的許多師都只建立了部分的運輸系統。獨立兵團的指揮官有時得即興發揮，想出迅速將步兵部隊運送至集結點的方法。
羅科索夫斯基從後備區舍佩蒂夫卡強行徵用了200輛民用卡車，但這依然無法完全解決問題，大多數的步兵還是得坐在坦克上。甚至，仍有許多步兵連坦克都沒得坐，而卡車又多半載運著極為重要的彈藥和補給，因此還是得步行。在另一個案例中，第22摩托化兵團所屬的重型火炮就被簡單地棄置在後方，等待極度缺乏的牽引機來牽引它們。又另一個例子中，第19摩托化兵團的指揮官將他的部隊分為兩個梯隊前進，在前的裝甲師移動迅速並將移動緩慢的步兵遠遠拋在後頭，這導致他的裝甲部隊在缺乏步兵支援的情況下進入戰場。第8摩托化兵團的指揮官里雅畢謝夫也回報了類似的問題。他的火炮被移動極為緩慢的牽引機牽引，從而限制了整個部隊的移動速度。在報告中他寫道：「部隊主力以最高速度前進。不幸的是，由牽引機牽引的團屬火炮進度嚴重落後；兩者的速度落差使主力部隊不得不慢下來」。
而蘇軍揮官明顯缺乏「針對迅速推進的德軍突出部所做出適當進攻戰術的評估」的能力也使戰局對蘇軍更為不利。例如，光是在6月22日到24日之間，第8摩托化兵團就收到了3個不同的集結點指令，分別是來自方面軍指揮所的原始指令、來自第6集團軍指揮官的新指令，以及24日時方面軍指揮所另外下達的指令。最後，兵團決定依循自行判斷的路徑前進。不過在兵團最終到達布羅迪前，中途仍因這些指令而撤退了好幾次。
里雅畢謝夫將軍後來寫道：
大約在6月25日時，兵團的許多部隊已經被部署到布羅迪西北方去了。在那段大約500公里的行軍中，兵團因為敵軍空軍的攻擊及機械故障問題而損失了大約一半的舊式戰車，還有數量可觀的戰防炮。依然可用的坦克則各自需要不同程度的維修，而且不適宜長途活動。因此，雖然反攻行動還沒開始，兵團已經陷入相當虛弱的狀態中了。 
上述許多問題以及集結部隊所衍生出的問題加總的結果，就是預定的進攻行動被迫往後延了6個小時，到6月24日凌晨4:00。6月23日晚間這個決定被做成時，離6月22日德蘇戰爭爆發還不到48小時，第11裝甲師及第16裝甲師在不眠不休的前進後，已經穿越邊界向蘇聯內陸推進了約64公里了。第13與14裝甲師則早已在前往盧茨克的路上，他們的目標是要在24日前到達斯特里河，而第44、298與第299步兵師則負責提供支援並鞏固戰果。即便推遲了6個小時，蘇軍的反擊行動依然在缺少足夠兵力的情況下逐步展開，因為反攻主力至少還要兩天的時間才能到達預定位置。第4、8、9及第19摩托化兵團都還在趕路，負責支援的步兵部隊更在更遠的後方。基爾波諾斯的參謀長馬克西姆·阿列克謝耶維奇·普爾卡耶夫將軍為了這件事蘇軍將在缺乏支援的情況下發動反攻）與西南方面軍的政委尼可萊·法修金發生爭論。不過最後法修金與朱可夫勝出，並決定進攻行動將會如期實施。6月24日，也就是預定實施進攻當天，南方只有隸屬第15摩托化兵團的兩個戰車師，北方更只有第22摩托化兵團的1個戰車師到達定位並展開攻擊。

## 蘇聯的反攻行動
第4、8及第15摩托化兵團旗下3個到達定位的蘇聯戰車師立即將最新的T-34戰車與KV坦克投入作戰。他們部署了717輛這兩種坦克，佔整個蘇軍當時T-34及KV-1共約1,600輛總產量的幾乎一半。整場戰役中，不僅反攻規模與當初計畫的相差甚遠，每支部隊及兵團在計畫中所被賦予的任務不是完全沒有執行，就是因為糟糕的通訊系統造成部隊之間無法協調作戰。里雅畢謝夫後來表示：「兵團的作戰指令中只包含了自己的戰鬥目標（兵團之間並不知道彼此的任務是什麼）」。每個兵團之間只有很少甚至沒有聯絡，因此協調作戰相當困難。

### 第10戰車師
蘇聯第10戰車師隸屬於第15摩托化兵團。1941年6月22日巴巴羅薩作戰開始時，該師的前導營以損失兩輛戰車的代價，從德軍手中奪得拉傑霍夫。翌日，該師便在那與德軍第11裝甲師發生戰鬥。該師摧毀德軍20輛坦克，並損失6輛T-34與20輛BT-7戰車，後來因為缺乏彈藥，被迫撤退。1941年6月26日，該師又在拉傑霍夫摧毀23輛德軍坦克，同時殲滅了一整個德軍步兵營，並在該次戰鬥中損失了13輛KV-1與12輛BT-7戰車。

### 第15摩托化兵團
該兵團由伊格內提·卡爾佩佐少將指揮。
第15摩托化兵團滿編時擁有749輛戰車，其中包括136輛T-34及KV-1坦克。由於一連串不明確的指令，該兵團在戰役中大部分的時間都在拉傑霍夫-布羅迪-布斯克三角地帶中混亂地移動。除了兩場與第10戰車師一同參與的戰鬥外，該兵團沒有與德軍發生任何戰鬥。1941年7月1日，該兵團回報它的位置在別列佐夫卡（距離原蘇德邊界約300公里），並只剩下原數量9%的戰車（約67輛）。

### 第22摩托化兵團
該兵團由塞姆揚·康德魯謝夫少將指揮。
1941年6月24日第22摩托化兵團攻擊文尼察。到了6月29日時，該兵團報告只剩下19%的可用戰車。7月1日，該兵團的1個團試圖向杜布諾發動攻擊，但以失敗收場。到了1941年7月15日時，第22摩托化兵團只剩下原數量4%的戰車。

### 第19摩托化兵團
該兵團由尼古拉·費科連科中將指揮。
6月26日，該兵團自北方攻擊杜布諾，但卻在該城市僅數公里外遭到阻截。到了6月29日，在該兵團原有的453輛戰車中，只有32輛倖存。

### 第8摩托化兵團
迪米崔·里雅畢謝夫中將指揮的第8摩托化兵團終於在6月25日時到達戰場。到了6月26日，滿編的第8摩托化兵團成功地自布羅迪-柏斯台奇可方向對德軍第11裝甲師的部份部隊發起攻擊。儘管有著許多雜亂的問題及諸多困難，該兵團依然順利突擊行進中且毫無準備的德軍，蘇聯戰車衝向驚慌的德軍戰防砲兵，這些炮兵是由第48裝甲團的摩托化步兵擔任的。接著第8摩托化兵團分兩路攻擊德軍，其中一部分後來被合併到帕普戰鬥群（由尼可萊·帕普中將指揮）裡，其餘部分則繼續由里雅畢謝夫指揮。

#### 帕普戰鬥群
帕普戰鬥群擁有約300輛戰車，其中包括至少100輛T-34與KV-1坦克。6月27日時，帕普戰鬥群突擊並擊敗第11裝甲師的後方，並佔領了杜布諾一處具有戰略重要性的路口。這是蘇聯在整場戰役中所發動最成功的一次行動，它切斷了擔任德軍裝甲矛頭的第11裝甲師的補給線。然而與帕普戰鬥群失去聯繫且無法提供補給支援的蘇聯指揮所並不重視這次行動。該戰鬥群後來待在杜布諾準備進行防禦作戰，因此失去了戰略主動權。
當時的情況被國防軍最高統帥部認為是「相當嚴峻的」：
在南方集團軍的戰區中，激烈的戰鬥在第1裝甲集團軍的右翼展開。蘇軍的第8摩托化兵團已經穿越了我軍正面，現在已經到達第11裝甲師的後方了，而這嚴重影響了我軍在布羅迪及杜布諾之間的後方陣地。杜布諾的西南方受到敵軍的威脅…敵軍也有數個獨立的裝甲兵團在第1裝甲團的後方活動，他們已經推進了好一段距離。弗朗茲·哈爾德將軍的日記 
到了6月28日時，德軍已經集結了數量相當龐大的部隊了。帕普戰鬥群遭受來自德軍第16摩托化師及第75步兵師的攻擊，同時還有另外兩個步兵師，和第16裝甲師。帕普戰鬥群在杜布諾被包圍，並堅守到7月1日才撤退。

#### 里雅畢謝夫戰鬥群
里雅畢謝夫戰鬥群擁有303輛坦克，包含49輛T-34和46輛KV-1戰車。6月28日，該戰鬥群試圖與帕普戰鬥群會合，途中遭遇德軍第57及第75步兵師，還有第16裝甲師的少數部隊。該戰鬥群隨即展開攻擊，但是戰敗，戰鬥群於是迅速撤退。7月1日里雅畢謝夫在捷爾諾波爾回報該戰鬥群僅存207輛戰車，包括31輛T-34及43輛KV-1戰車。第8摩托化兵團接著往卡扎京移動，這次沒有遭遇任何戰鬥。到了7月7日時，第8摩托化兵團只剩下43輛戰車，這是戰前數量的5%。

### 第4摩托化兵團
由安德烈·安德烈耶維奇·弗拉索夫指揮的第4摩托化兵團是當時被部署在烏克蘭的所有部隊中最強的一支。在該兵團擁有的979輛戰車中，有313輛是T-34戰車、101輛是KV-1戰車。然而，該兵團並未及時對進攻指令做出反應，集結的速度也相當緩慢。該兵團在戰役中獲得的最大成就是在6月28日時，當時該兵團負責掩護第15摩托化兵團的撤退，並阻斷追擊的德軍步兵。雖然沒有參與任何攻擊行動，該兵團依然承受了嚴重的損失，並在7月12日回報僅存6%的KV-1戰車（大約6輛）、12%的T-34戰車（大約37輛），及4%的輕型戰車。
除了以上所述外，蘇軍在該戰役中即無其他重要的反攻行動。

## 令人困惑的指揮：歷史上的爭論
蘇軍指揮部在6月27日既充滿猶豫又令人困惑的指揮與戰役的結果和德軍得以長驅直入烏克蘭究竟有沒有直接的關聯，眾說紛紜。
當蘇軍攻克杜布諾並切斷德軍進攻主力的前導部隊時，基爾波諾斯以為德軍企圖包抄並包圍自南方北上的蘇軍，這使他下令暫停進攻並向後撤退以縮短部隊的防禦陣線，這麼做，依照歷史學者H.巴格拉漢米恩的說法，「可以防止敵軍的裝甲部隊突破至第6及第26集團軍的後方」。
另一方面，在與方面軍指揮官與其參謀經過一番爭論後，格奧爾基·朱可夫迅速撤銷了原本的命令，並在兩個小時後下達了一個新的進攻指令。這個舉動更加顯示了蘇軍指揮系統的混亂。負責北方進攻的第9摩托化兵團指揮官羅科索夫斯基後來乾脆忽視這些新的指令，他說：「我們又再一次接到反攻的指令。然而，敵我兵力是如此懸殊，我決定違抗命令，下令停止反攻，並以有效的準備來防禦敵人的進攻，而我願意獨自承擔後果」。同時間，在南方由里雅畢謝夫指揮的第8摩托化兵團決定遵守指令，並於預定時間發動攻擊。
里雅畢謝夫當時似乎與朱可夫站在同一陣線。他們認為，如果蘇軍部隊持續對德軍發動猛烈的攻擊，而且攻擊開始時間沒有延誤的話，蘇軍這次的反攻計畫有可能會成功。然而，後來發生的事件似乎又證明基爾波諾斯是對的，也就是反攻的時機還未成熟，貿然實施反擊有可能會使整條戰線瓦解。在蘇聯的反攻行動失敗後不久，布瓊尼元帥便獲授西北與西南方面軍的聯合指揮權。蘇軍的貿然反攻最終在烏曼戰役時成為致命的決定。當時蘇軍的第8、12及第18集團軍被南方集團軍包圍，導致有100,000名蘇軍陣亡或被俘，另有100,000人負傷。南方集團軍以其在杜布諾戰役中獲得的據點為支點，自南方包抄參與烏曼戰役的蘇軍部隊。而南方集團軍得以在杜布諾戰役中獲得立足點，便是基爾波諾斯先前與朱可夫爭吵反攻是否是明智的，而後來朱可夫勝出並發動攻擊的結果。
基爾波諾斯與朱可夫的爭吵最終使朱可夫向西南方面軍政委赫魯雪夫提出警告：「恐怕你們軍隊的指揮官（指基爾波諾斯）是相當無能的」，然而基爾波諾斯後來在基輔戰役中陣亡，因此他永遠無法針對朱可夫對他的指控為自己辯解。

## 總結
德國第1裝甲集團與蘇聯摩托化兵團之間的戰鬥是巴巴羅薩行動開始後最激烈的一場戰役，該戰役持續了整整4天。蘇聯軍隊奮勇作戰，而德軍裝甲兵及反戰車部隊都被反坦克武器無法擊穿的蘇軍新型T-34戰車給震懾住。雖然幾乎德軍所有的反坦克武器都無法擊穿新的KV-1及KV-2坦克，但蘇軍的後勤補給系統在德國空軍的攻擊下完全崩潰。
德國空軍的戰鬥轟炸聯合中隊（Kampfgeschwader），包括第51中隊、第54中隊和第55中隊對蘇聯的地面目標實施了一連串火力強大的低空打擊。蘇聯第15摩托化兵團的指揮所被摧毀，而指揮官伊格內提·卡爾佩佐少將則受了傷。德國空軍也摧毀了該區域約201輛坦克。
在集結時，5個蘇聯兵團的指令出現了錯誤的狀況，德軍於是企圖孤立一些蘇軍的個別部隊，並加以殲滅。同時在戰場上空肆虐的德國空軍更成功地將負責支援的步兵部隊阻截在後方，從而防止他們為戰場上的部隊提供補給及支援 。整體而言，由於缺乏適當的計畫及整體的調度，蘇軍的反擊部隊無法在杜布諾會師。

## 戰役過後
德國第1裝甲集團在此次戰役中受到嚴重打擊，損失了為數眾多的坦克。蘇聯軍隊也遭受了不小的傷亡，使多數部隊在短時間之內是沒有戰力的。德軍成功守住陣線，並在戰役後繼續向前推進，即便他們已經因為蘇軍的反擊行動而進度落後。而蘇聯的第8摩托化兵團則因傷亡及損失太過嚴重，最高指揮部決定將之解編，並將剩餘部隊編入其他西南方面軍的部隊中。

## 資料來源
- Bergström, Christer (2007). Barbarossa – The Air Battle: July–December 1941. London: Chervron/Ian Allen. ISBN 978-1-8578-0270-2.
- Deichmann, Paul (1999).  Price, Alfred, ed. Spearhead for Blitzkrieg: Luftwaffe Operations in Support of the Army 1939–1945. New York: Ivy Books.
- Kamenir, Victor (2008). The Bloody Triangle: The Defeat of Soviet Armor in the Ukraine, June 1941. Minneapolis: Zenith Press. ISBN 978-0-7603-3434-8.
- Khrushchev, Nikita Sergeevich (1971).  Talbott, Strobe, ed. Khrushchev Remembers 1. André Deutsch.
- Popel, Nikolai (2001).  В тяжкую пору (in Russian). Moskva: Izd-vo AST. ISBN 5-17-005626-5.
- Ryabyshev, D.I. (19 September 2002). "On the role of the 8th Mechanized Corps in the June 1941 counteroffensive mounted by the South-Western Front" （页面存档备份，存于）. The Russian Battlefield. Retrieved 19 June 2013.
- Sołonin, Mark (2007). 22 czerwca 1941 czyli Jak zaczęła się Wielka Wojna ojczyźniana (in Polish). Poznań, Poland: Dom Wydawniczy Rebis. ISBN 978-83-7510-130-0.

## 延伸閱讀
- Haupt, Werner (1997). Army Group Centre: The Wehrmacht in Russia 1941–1945. Atglen: Schiffer Military History. ISBN 0-7643-0266-3.